# Accademia di San Luca

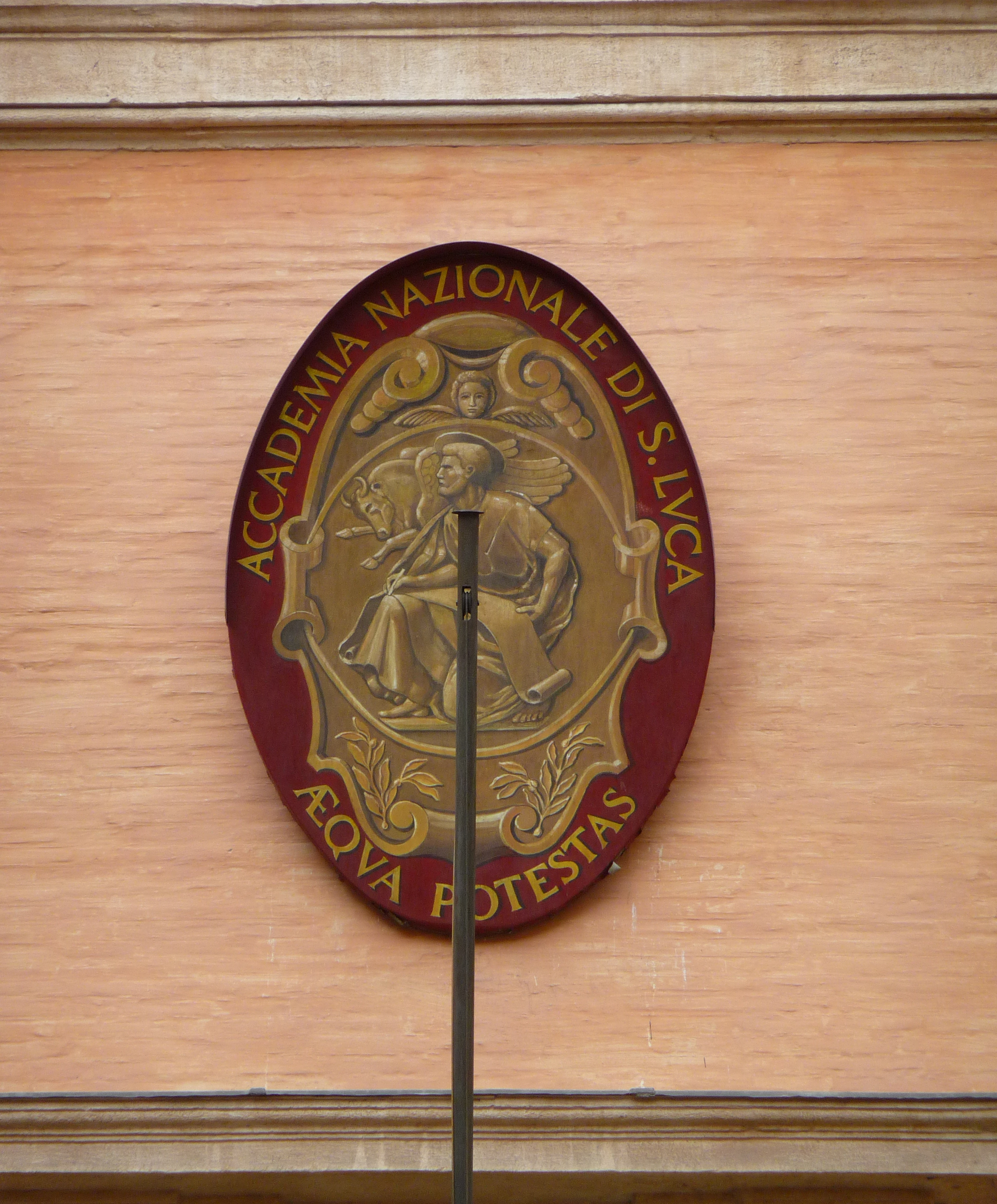
Wappen der Accademia di San Luca in Rom

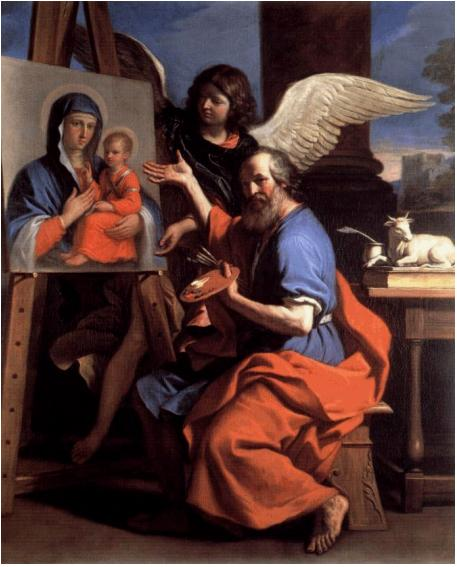
Der Evangelist Lucas mit dem Bild der Jungfrau Maria; Gemälde von Guercino

Die Accademia di San Luca, heute Accademia Nazionale di San Luca, ist eine Vereinigung von Künstlern in Rom, die 1577 von Papst Gregor XIII. initiiert und 1593 von dem erfolgreichen Maler Federico Zuccari zusammen mit Kardinal Federico Borromeo gegründet wurde. Zuccari war auch deren erster Präsident und entwickelte in dieser Funktion erste Ansätze einer Reform des Kunstunterrichts. Zu den Gründungsmitgliedern gehörte unter anderem Girolamo Muziano. Namensgeber der Akademie ist der Evangelist Lukas, der nach der Legende ein Gemälde der Jungfrau Maria schuf und aufgrund dessen als Schutzpatron der Maler gilt.

## Geschichte
Die erste Akademie, die sich in Italien um die Ausbildung von Künstlern bemühte, war die Accademia del Disegno, die im Jahre 1563 in Florenz von Großherzog Cosimo I. de’ Medici auf Betreiben des Malers und Kunsthistorikers Giorgio Vasari gegründet wurde. Im Gegensatz zu den Gilden wie etwa den Lukasgilden nahm die Accademia del Disegno nur bereits anerkannte unabhängige Künstler auf. Nachdem Vasaris Akademie anfing, sich aufzulösen, griff Zuccari seine Ideen auf und etablierte in der Accademia di San Luca wieder ein vergleichbares pädagogisches Programm. Die kunsttheoretische Basis legte er später in der 1607 erschienenen Schrift „Idea de’ pittori scultori ed architetti“ dar.
Mit der Betonung von Lehre und öffentlichen Ausstellungen wurde die Accademia di San Luca zum Vorbild für moderne Akademien. Zu den Regularien, die von vielen neueren Institutionen übernommen wurden, gehörte das Sponsoring der Kollegs von Mitgliedern der Akademie einschließlich der späteren Veröffentlichung. Die Verbreitung dieser Diskurse wurde zu einem Mittel, das der Förderung der Institute und der öffentlichen Akzeptanz von bestimmten ästhetischen Theorien zugutekam. 1635 hatte sich die Accademia di San Luca mit Unterstützung des mächtigen Papstes Urban VIII. endgültig etabliert. Zu ihren Mitgliedern gehörten die meisten bedeutenden italienischen sowie viele ausländische Künstlerinnen und Künstler. 1612 wurde mit Girolama Cagnucci Parasole die erste Frau aufgenommen.
Als sekundäre Ziele verfolgte die Akademie die Vergrößerung ihres Einflusses und des Ansehens ihrer Mitglieder sowie die Abschottung gegen Einflussnahme von außen. Erwähnenswert ist in diesem Zusammenhang der Streit zwischen Andrea Sacchi und dem Akademiemitglied Pietro da Cortona, dessen Schule ersterer nicht sehr zugetan war. Er war vielmehr der Auffassung, historische Malerei müsse wenige Figuren aufweisen, um die Einfachheit und Klarheit klassischer Kunst bewahren zu können. Cortonas Schule hingegen bestehe aus „bloß noch dekorierender Schnellmalerei“, wie Jacob Burckhardt 1855 in seinem Cicerone schreibt. Cortona widersprach diesem Vorwurf vehement und unterstrich seine Überzeugung, Malereien von hoher Komplexität und einer Vielzahl von Details seien überlegen.
Von ihrer Gründung an umfasste die Tätigkeit der Akademie stets Unterricht in Form von Konferenzen, Symposien und Kursen in Malerei, Skulptur und Architektur. 1874 wurde dieser Aspekt der Arbeit der Akademie an die Reale Istituto di Belle Arti (heute bekannt als Accademia di Belle Arti) delegiert, während die Akademie selbst mit der Organisation kultureller Aktivitäten beauftragt war, die die schönen Künste bereichern und fördern sollen.
Die Accademia di San Luca wurde im Jahr 1872 „Königliche Akademie“ und trägt seit 1948 den Namen Accademia Nazionale di San Luca.

## Heutiges Domizil

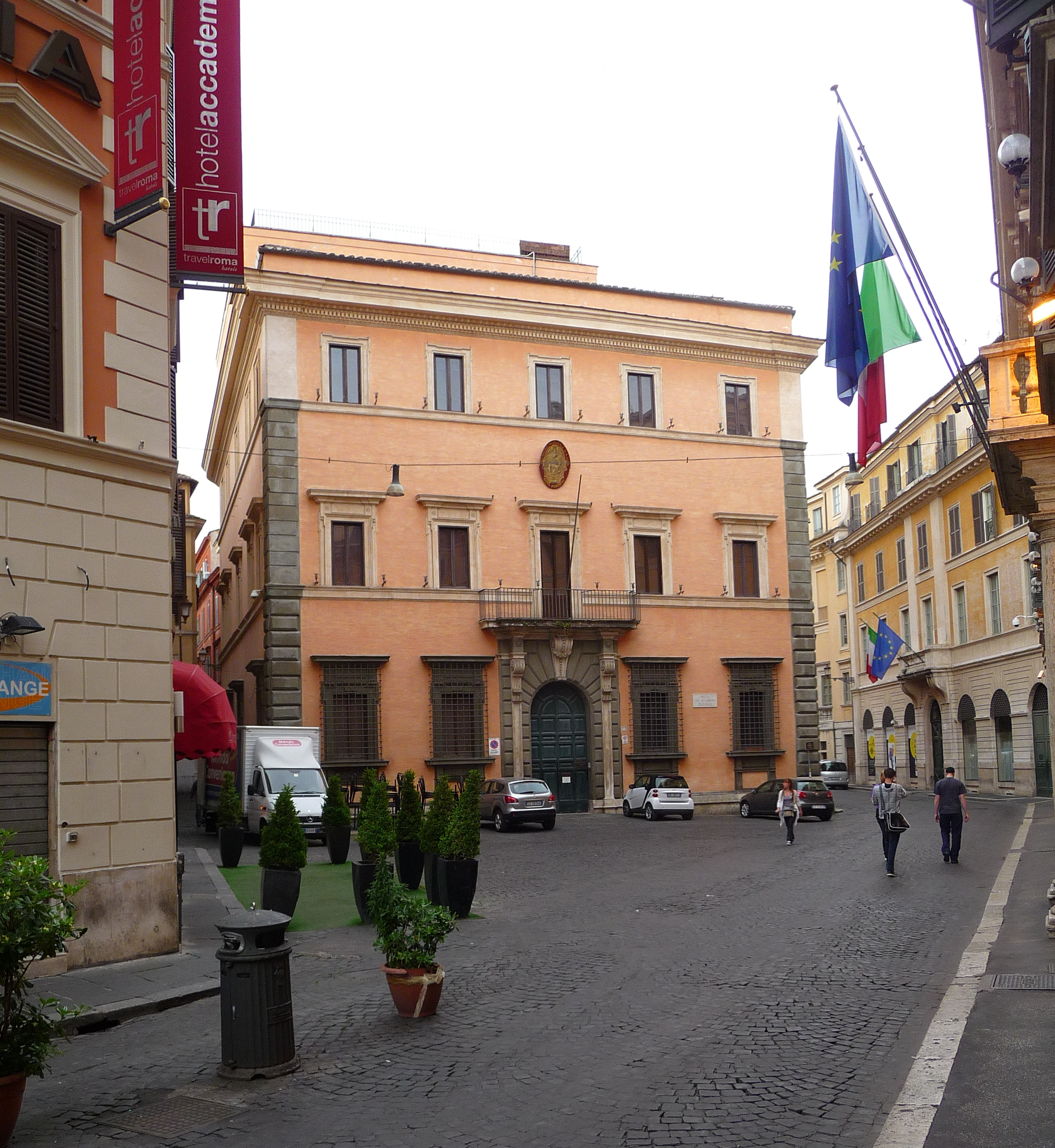
Palazzo Carpegna in Rome, Museum and Accademia Nazionale di S. Luca

Nach dem Abriss des historischen Sitzes der Akademie neben der Kirche Santi Luca e Martina, um Platz für die neue Via dell’Impero zu machen, die durch das Forum Romanum führt, zog die Akademie 1934 an ihren heutigen Hauptsitz im Palazzo Carpegna aus dem 16. Jahrhundert an der Piazza dell’Accademia di San Luca. Die zugehörige Galerie „Galleria dell'Accademia di San Luca“ besitzt eine einzigartige Sammlung von Gemälden und Skulpturen, darunter etwa 500 Porträts, aber auch eine hervorragende Sammlung von Zeichnungen.

## Präsidenten der Akademie (Auswahl)
Zu den Nachfolgern von Federico Zuccari als Präsident der Accademia di San Luca gehörten neben vielen anderen:
- Tommaso Laureti (1595)
- Domenichino
- Agostino Ciampelli[5]
- Alessandro Algardi
- Giovanni Francesco Grimaldi
- Gianlorenzo Bernini
- Giovanni Francesco Romanelli
- Domenico Guidi
- Alessandro Turchi
- Pietro da Cortona
- Simon Vouet
- Charles Le Brun
- Anton Raphael Mengs
- Anton von Maron
- Antonio Canova
- Giuseppe de Fabris
- Vincenzo Camuccini

## Mitglieder (Auswahl)
- Maria Christina von Österreich (Ehrenmitglied 1773)
- Elisabetta Sirani
- Angelika Kauffmann
- Lavinia Fontana
- Electrina von Freyberg (Ehrenmitglied)
- Anton von Maron
- Dirck van Baburen[6]